# 法琳
法琳（571年—640年8月15日）河南颍川人，唐朝高僧，俗姓陈。

## 生平
法琳曾于隋仁寿元年（601年）到长安学习道术。唐高祖武德元年（618年）皈依佛法，住长安济法寺。武德九年（626年），太史傅奕奏请废除佛法，引发佛道之争，法琳上书反对，并以《破邪论》一卷与之争论，唐高祖览对无辞，废佛之事息止。之后反对李仲卿等排佛言论，又着《辩正论》。由于唐朝皇室以老子李耳后裔自居，偏袒道教，法琳遂攻击老子之父为“癃跛下践”，母为“宅上老婢”，野合而生老子。并称李唐宗室非老子李耳后裔，与陇西李氏无关，而是代北拓跋氏后裔。于是触怒唐太宗。被唐太宗下狱，后赦免死罪，改为流放益州为僧。貞觀十四年六月初一日（640年6月25日），行至百牢关菩提寺，患痢疾不救。貞觀十四年七月二十三日（640年8月15日），卒，年六十九。

## 参見
- 漢傳佛教
- 沙門不敬王者論

## 延伸阅读
- 破邪论[永久]